# SpVgg Nassau Wiesbaden
Die Spvgg. Nassau Wiesbaden 1914 war ein Fußballverein aus dem westlichen Stadtgebiet der hessischen Landeshauptstadt Wiesbaden.

## Geschichte
1914 wurde die Spielvereinigung Wiesbaden gegründet, die am 9. September 1933 mit SC Nassau 1920 zur Spielvereinigung Nassau Wiesbaden 1914 fusionierte. Sportlich war Nassau erstmals 1950 mit dem Aufstieg in die 2. Amateurliga überregional aufgetreten. In der Runde 1951/52 konnte dort die Meisterschaft errungen werden, aber in der Aufstiegsrunde scheiterte die Spielvereinigung an Ober-Roden und SpVgg Bad Homburg. Bereits 1953/54 gelang der zweite Meisterschaftserfolg vor Kastel 06 und durch einen 5:1-Sieg gegen Eintracht Großenritte der Aufstieg in die 1. Amateurliga Hessen.
Die Blau-Weißen belegten im hessischen Amateuroberhaus in der Saison 1954/55 mit 23:37 Punkten den 15. Platz und mussten gemeinsam mit Rot-Weiß Walldorf und Rot-Weiss Frankfurt den Gang in die 2. Amateurliga antreten. Sie konnten sich nicht als dritte Kraft neben dem SVW (2. Liga Süd; 14. Platz) und der Germania (1. Amateurliga Hessen; 8. Platz) in Wiesbaden etablieren.
In der Runde 1964/65 konnte sich Nassau mit dem achten Rang in der 2. Amateurliga nicht für die neue Gruppenliga qualifizieren und 1965/66 war der Abstieg aus der Bezirksklasse nicht zu verhindern.
2008 war die Spvgg. Nassau Wiesbaden 1914 mit zwei Aktivenmannschaften (1. und 2. Mannschaft in der A-Liga Wiesbaden), einer AH-Mannschaft und vier Jugendmannschaften (C-Jugend, D-Jugend Großfeld, D-Jugend Kleinfeld und F-Jugend) im Wiesbadener Fußball vertreten. Der Sportplatz und das Vereinsheim befinden sich am Kleinfeldchen.
Im Februar 2016 konnte die SpVgg. Nassau keinen Vorstand mehr besetzen und beschloss die Fusion mit dem Nachbarverein SC Mesopotamia Wiesbaden 1991. Dort sind zahlreiche frühere Jugendspieler von Nassau aktiv. Der neue Vereinsname lautet nun SC Meso-Nassau. Die verbliebenen Mitglieder und das Vereinsheim wurde in die neue Gemeinschaft eingebracht. Damit kam nach 102 Jahre das Ende der Selbstständigkeit des traditionsreichen Vereins.

## Persönlichkeiten
- Günther Klemm (Torwart der deutschen Fußballnationalmannschaft der Amateure im Jahre 1953, Oberliga-Torwart beim FSV Frankfurt, 1. FC Köln, SC Viktoria Köln von 1953 bis 1963)
- Tobias Welz (DFB-Schiedsrichter seit 1999, Bundesliga-Schiedsrichter seit 2010, FIFA-Schiedsrichter seit 2013)

## Weblink
- Homepage der SpVgg Nassau Wiesbaden (Memento vom 11. Oktober 2016 im Internet Archive)